# Marietta (Georgia)

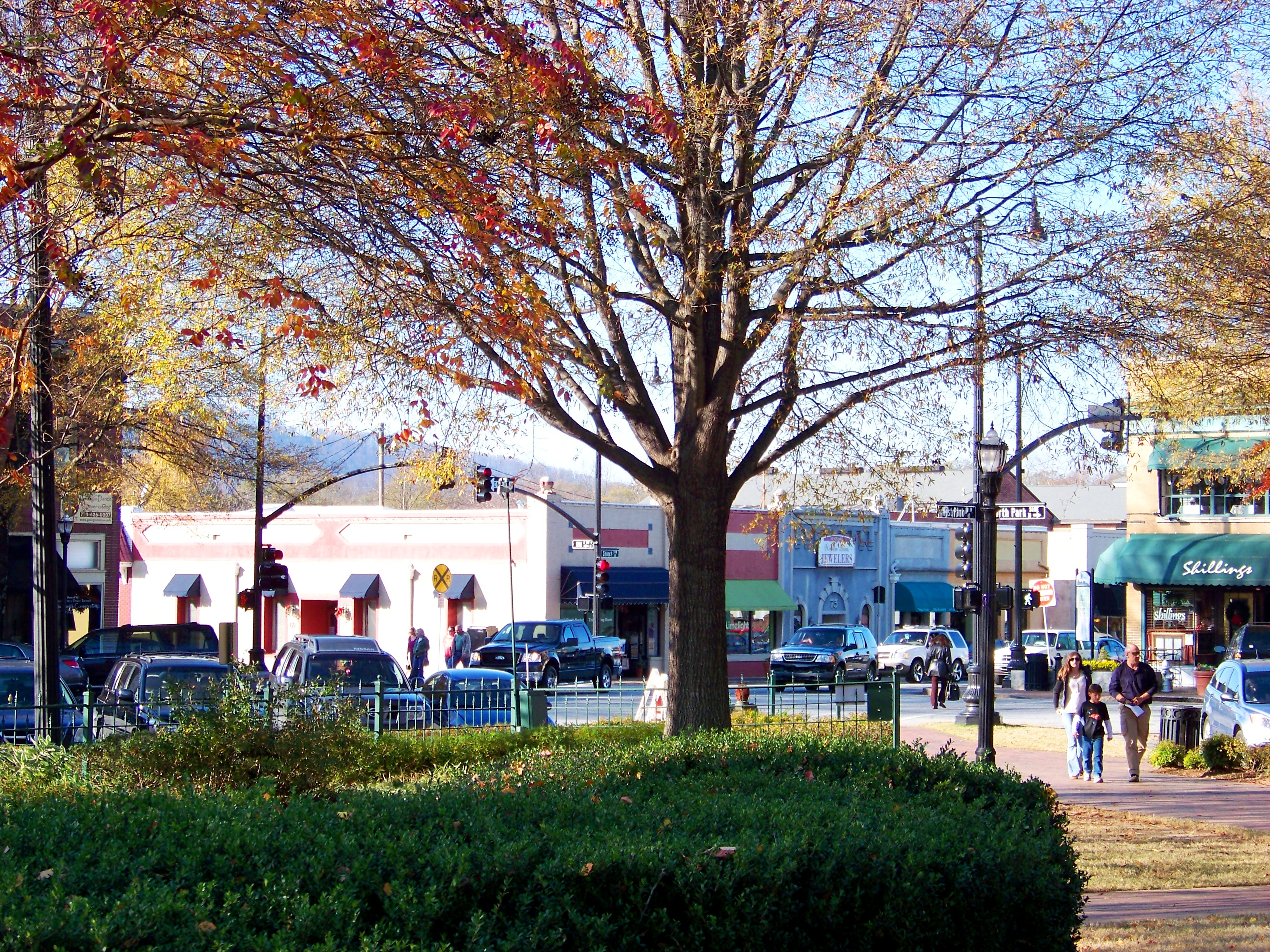
Scena uliczna.

Marietta – miasto w Stanach Zjednoczonych, w stanie Georgia, siedziba władz hrabstwa Cobb. Według spisu w 2020 roku liczy 61 tys. mieszkańców. Jest częścią obszaru metropolitalnego Atlanty.

## Miasta partnerskie
- Heredia,  Kostaryka
- Linz am Rhein,  Niemcy

## Klimat
Miasto leży w strefie klimatu subtropikalnego, wilgotnego, z gorącym latem, należącego według klasyfikacji Köppena do strefy Cfa. Średnia temperatura roczna wynosi 16,1 °C, a opady 1333,5 mm (w tym do 4,8 cm opadów śniegu). Średnia temperatura najcieplejszego miesiąca – lipca wynosi 26,1 °C, podczas gdy najzimniejszego – stycznia 5,6 °C. Rekordowe najwyższe i najniższe temperatury wyniosły odpowiednio 40,0 °C i –20,0 °C.

## Urodzeni w Marietcie
- Robert Patrick – amerykański aktor (Terminator T-1000: Terminator 2. Dzień sądu)
- Dearica Hamby – amerykańska koszykarka
- Melanie Oudin – amerykańska tenisistka
- Jennifer Paige – amerykańska piosenkarka pop